# Associazione Calcio Pavia 1984-1985
Questa voce raccoglie le informazioni riguardanti l'Associazione Calcio Pavia nelle competizioni ufficiali della stagione 1984-1985.

## Stagione
Nella Stagione 1984-1985 Il Pavia dopo la memorabile stagione scorsa, disputa il suo primo campionato di Serie C1, con l'obiettivo di mantenere la categoria. Al timone della squadra pavese resta Ernesto Villa. La prima vittoria arriva alla decima giornata, il 25 novembre (2-1) al Brescia capolista, per le rondinelle sarà l'unica sconfitta di tutta la stagione. Rotto il ghiaccio arrivano le vittorie esterne di Ferrara e di Carrara, e da allora al Comunale di Via Alzaia più nessuno farà bottino pieno, l'unico passo falso interno con l'Ancona il 21 ottobre. Il Pavia ha disputato una stagione assai regolare, 16 punti raccolti all'andata e altrettanti nel ritorno, con un onorevole decimo posto finale in classifica. Santino Pozzi raggiunge le 13 reti in stagione, delle quali 2 in Coppa Italia e 11 in campionato.
Nella Coppa Italia di Serie C il Pavia vince il girone D di qualificazione, disputato prima del campionato, superando Derthona, Vogherese ed Alessandria, poi nei sedicesimi di finale cede il passo alla Pro Vercelli nel doppio turno.

## Rosa
| N. |                   | Ruolo | Calciatore         |
| -- | ----------------- | ----- | ------------------ |
|    | Italia (bandiera) | A     | Mauro Babbi        |
|    | Italia (bandiera) | C     | Andrea Bonacini    |
|    | Italia (bandiera) | P     | Simone Braglia     |
|    | Italia (bandiera) | D     | Franco Campidonico |
|    | Italia (bandiera) | A     | Ezio Cavagnetto    |
|    | Italia (bandiera) | D     | Enzo Concina       |
|    | Italia (bandiera) | A     | Franco Corti       |
|    | Italia (bandiera) | D     | Francesco Crotti   |
|    | Italia (bandiera) | C     | Marco Dell'Amico   |
|    | Italia (bandiera) | D     | Luca Giorgi        |

| N. |                   | Ruolo | Calciatore         |
| -- | ----------------- | ----- | ------------------ |
|    | Italia (bandiera) | C     | Maurizio Grosselli |
|    | Italia (bandiera) | P     | Valerio Montagna   |
|    | Italia (bandiera) | C     | Gianfranco Motta   |
|    | Italia (bandiera) | C     | Sandro Pietta      |
|    | Italia (bandiera) | A     | Santino Pozzi      |
|    | Italia (bandiera) | C     | Maurizio Re        |
|    | Italia (bandiera) | A     | Giuseppe Sannino   |
|    | Italia (bandiera) | C     | Giacomo Samaden    |
|    | Italia (bandiera) | P     | Ottavio Strano     |
|    | Italia (bandiera) | D     | Tiberio Terzi      |

## Risultati

### Campionato

#### Girone di andata
| Arbitro: | Baroni (Macerata) |

|            |           |            |
| Giorgi 75’ | Marcatori | 90’ Savino |

| Piacenza 30 settembre 1984 2ª giornata | Piacenza              | 0 – 0 | Pavia | Stadio Galleana\| Arbitro: \| Della Rovere (Torino) \| |
| Arbitro:                               | Della Rovere (Torino) |       |       |                                                        |

| Arbitro: | Baldas (Trieste) |

|           |           |                |
| Pozzi 42’ | Marcatori | 68’ De Tommasi |

| Treviso 14 ottobre 1984 4ª giornata | Treviso           | 0 – 0 | Pavia | Stadio Omobono Tenni\| Arbitro: \| Dal Forno (Ivrea) \| |
| Arbitro:                            | Dal Forno (Ivrea) |       |       |                                                         |

| Arbitro: | Scalcione (Matera) |

|  |           |                      |
|  | Marcatori | 12’ Sella 82’ Fiorio |

| Arbitro: | Tedeschi (Bologna) |

|                     |           |  |
| Paolillo 79’ (rig.) | Marcatori |  |

| Asti 1º novembre 1984 7ª giornata | Asti TSC              | 0 – 0 | Pavia | Stadio Censin Bosìa\| Arbitro: \| Di Gennaro (Ercolano) \| |
| Arbitro:                          | Di Gennaro (Ercolano) |       |       |                                                            |

| Arbitro: | Bailo (Novi Ligure) |

|                |           |               |
| G. Samaden 27’ | Marcatori | 70’ Cambiaghi |

| Arbitro: | Bin (Torino) |

|                                 |           |                  |
| Vitale 33’ (rig.) Garbuglia 72’ | Marcatori | 56’ (rig.) Pozzi |

| Arbitro: | Fiorenza (Siena) |

|                           |           |            |
| Babbi 55’ Della'Amico 65’ | Marcatori | 49’ Gritti |

| Sanremo 2 dicembre 1984 11ª giornata | Sanremese              | 0 – 0 | Pavia | Stadio di Sanremo\| Arbitro: \| Calabretta (Catanzaro) \| |
| Arbitro:                             | Calabretta (Catanzaro) |       |       |                                                           |

| Arbitro: | Creati (Acireale) |

|               |           |                     |
| Trombetta 48’ | Marcatori | 26’ Babbi 47’ Pozzi |

| Arbitro: | Nicoletti (Agropoli) |

|           |           |              |
| Pozzi 41’ | Marcatori | 60’ Righetti |

| Arbitro: | Rosati (Empoli) |

|             |           |                  |
| Torresi 25’ | Marcatori | 40’ (rig.) Pozzi |

| Arbitro: | Caprini (Perugia) |

|                            |           |               |
| Pozzi 35’ (rig.) Corti 57’ | Marcatori | 75’ Garritano |

| Arbitro: | Perdonò (Foggia) |

|                              |           |                |
| Baggio 3’ (rig.) Filippi 67’ | Marcatori | 45’ G. Samaden |

| Pavia 20 gennaio 1985 17ª giornata | Pavia         | 0 – 0 | Rondinella | Stadio Comunale\| Arbitro: \| Isola (Parma) \| |
| Arbitro:                           | Isola (Parma) |       |            |                                                |

#### Girone di ritorno
| Arbitro: | Frattin (Castelfranco Veneto) |

|  |           |               |
|  | Marcatori | 61’ Grosselli |

| Pavia 10 febbraio 1985 19ª giornata | Pavia            | 0 – 0 | Piacenza | Stadio Comunale\| Arbitro: \| De Luca (Napoli) \| |
| Arbitro:                            | De Luca (Napoli) |       |          |                                                   |

| Arbitro: | Picchio (Macerata) |

|             |           |                  |
| Rabitti 50’ | Marcatori | 67’ (aut.) Biffi |

| Arbitro: | Baldacci (Torino) |

|                                 |           |               |
| Pozzi 17’ (rig.) Cavagnetto 75’ | Marcatori | 50’ Lorenzato |

| Arbitro: | Rosati (Empoli) |

|           |           |  |
| Sella 48’ | Marcatori |  |

| Pavia 10 marzo 1985 23ª giornata | Pavia              | 0 – 0 | Legnano | Stadio Comunale\| Arbitro: \| Stafoggia (Pesaro) \| |
| Arbitro:                         | Stafoggia (Pesaro) |       |         |                                                     |

| Arbitro: | Gargiulo (Napoli) |

|                       |           |                                    |
| Pozzi 54’ (rig.), 58’ | Marcatori | 71’ (rig.) Venturini 89’ Franchini |

| Reggio Emilia 24 marzo 1985 25ª giornata | Reggiana            | 0 – 0 | Pavia | Stadio Mirabello\| Arbitro: \| Satariano (Palermo) \| |
| Arbitro:                                 | Satariano (Palermo) |       |       |                                                       |

| Pavia 6 aprile 1985 26ª giornata | Pavia            | 0 – 0 | Livorno | Stadio Comunale\| Arbitro: \| Perdonò (Foggia) \| |
| Arbitro:                         | Perdonò (Foggia) |       |         |                                                   |

| Arbitro: | Acri (Novi Ligure) |

|               |           |  |
| Bonometti 43’ | Marcatori |  |

| Arbitro: | Frattin (Castelfranco Veneto) |

|                          |           |  |
| G. Samaden 50’ Pozzi 59’ | Marcatori |  |

| Arbitro: | Betti (Siena) |

|          |           |             |
| Corti 9’ | Marcatori | 7’ De Gradi |

| Arbitro: | Cerina (Cagliari) |

|                   |           |                |
| Pierozzi 25’, 85’ | Marcatori | 43’ G. Samaden |

| Arbitro: | Amendolia (Messina) |

|                            |           |  |
| Corti 53’ Pazzi 86’ (rig.) | Marcatori |  |

| Arbitro: | Barbaraci (Cagliari) |

|                           |           |  |
| Garritano 57’ (rig.), 69’ | Marcatori |  |

| Pavia 2 giugno 1985 33ª giornata | Pavia            | 0 – 0 | Lanerossi Vicenza | Stadio Comunale\| Arbitro: \| Cornieti (Forlì) \| |
| Arbitro:                         | Cornieti (Forlì) |       |                   |                                                   |

| Arbitro: | Bailo (Novi Ligure) |

|                     |           |                |
| Bardi 33’ Frara 72’ | Marcatori | 61’ Dell'Amico |

### Coppa Italia

#### Girone D
| Arbitro: | Schiavon (Padova) |

|  |           |                          |
|  | Marcatori | 47’ Cavagnetto 62’ Pozzi |

| Arbitro: | Busceti (Taurianova) |

|                     |           |                            |
| Negri 50’ Frara 51’ | Marcatori | 27’ Sannino 70’ Cavagnetto |

| Pavia 2 settembre 1984 3ª giornata | Pavia              | 0 – 0 | Fanfulla | Stadio Comunale\| Arbitro: \| Zambelli (Brescia) \| |
| Arbitro:                           | Zambelli (Brescia) |       |          |                                                     |

| Arbitro: | Trentalange (Torino) |

|                |           |  |
| Dell'Amico 35’ | Marcatori |  |

| Arbitro: | Bin (Torino) |

|                |           |                       |
| Dell'Amico 38’ | Marcatori | 1’ (aut.) Campidonico |

| Arbitro: | Baldacci (Torino) |

|             |           |           |
| Luccini 76’ | Marcatori | 42’ Pozzi |

#### Qualificazioni ai sedicesimi
| Arbitro: | Schiavon (Padova) |

|                                               |           |            |
| Cavagnetto 52’ (rig.) Grosselli 82’ Motta 84’ | Marcatori | 12’ Cusano |

| Arbitro: | Pucci (Firenze) |

|                              |           |  |
| Gino 22’ Riccardino 39’, 69’ | Marcatori |  |